# Hatboro
Hatboro es un borough ubicado en el condado de Montgomery en el estado estadounidense de Pensilvania. En el año 2000 tenía una población de 7,393 habitantes y una densidad poblacional de 2,014.5 personas por km².

## Geografía
Hatboro se encuentra ubicado en las coordenadas 40°10′39″N 75°06′16″O / 40.17750, -75.10444.

## Demografía
Según la Oficina del Censo en 2000 los ingresos medios por hogar en la localidad eran de $44,901 y los ingresos medios por familia eran $58,063. Los hombres tenían unos ingresos medios de $37,291 frente a los $30,934 para las mujeres. La renta per cápita para la localidad era de $21,911. Alrededor del 3.4% de la población estaba por debajo del umbral de pobreza.